# João Hircano
João Hircano (em hebraico: יוחנן הרקנוס, Yohanan Hyrcanus; ca. 175 a.C. — 104 a.C.) foi um sumo sacerdote e membro da dinastia dos hasmoneus que governou a Judeia entre cerca de 135 e 104 a.C.
João era o filho mais novo de Simão Macabeu e neto do sacerdote Matatias, que há três décadas tinha iniciado a revolta contra os reis selêucidas. Em 137 a.C. liderou junto com o seu irmão Judas as tropas que derrotaram a invasão da Judeia feita pelo general de Antíoco VII, Cendebeus.
Em 135 a.C. o seu pai e dois irmãos mais velhos foram assassinados pelo seu cunhado e governador de Jericó, Ptolemeu. Em consequência, no ano seguinte João Hircano assumiu o cargo de sumo sacerdote e rei.
A morte de Antíoco VII e as lutas políticas que se seguiram e que enfraqueceram o novo monarca selêucida Demétrio II Nicátor foram aproveitadas por João Hircano para proceder a uma política de expansão. Hircano conquistou Siquém, capital dos Samaritanos, tendo destruído o templo destes situado no Monte Gerizim. Invadiu também a Idumeia, onde impôs o judaísmo aos seus habitantes.
Hircano é considerado como o primeiro dos Hasmoneus a cunhar moedas com o seu nome, nas quais se lê: "João, sumo sacerdote e chefe da comunidade dos Judeus".
Morreu em 104 a.C., tendo sido sucedido pelo seu filho Aristóbulo I que morreu no ano seguinte. O trono passou então para outro dos filhos de Hircano, Alexandre Janeu.